# دولگورودنی
شهر دولگورودنی (به روسی: Долгопрудный) در کشور روسیه و در اوبلاست مسکو واقع شده‌است.